# 美国航天港

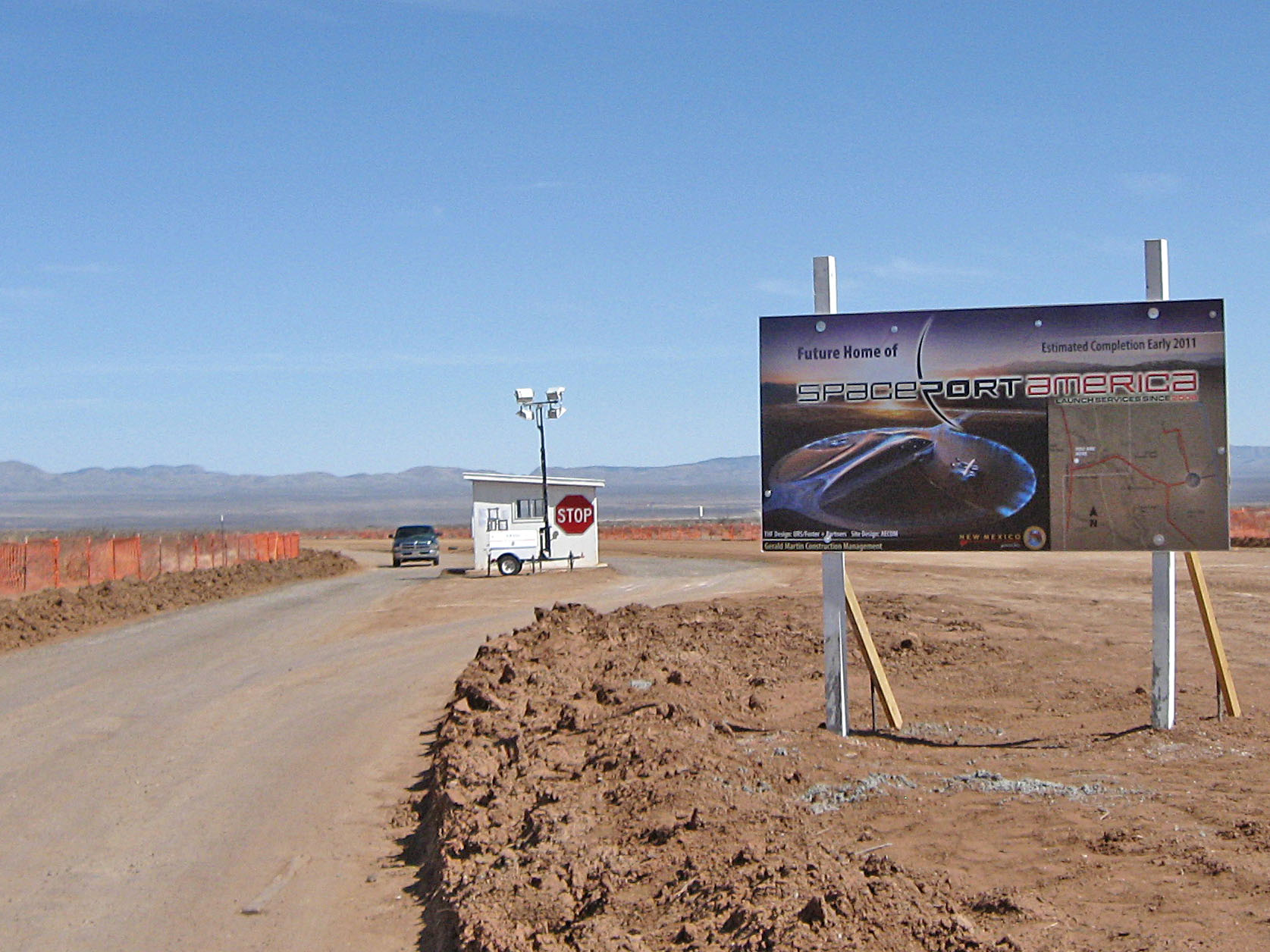
航廈動工前的美國太空港

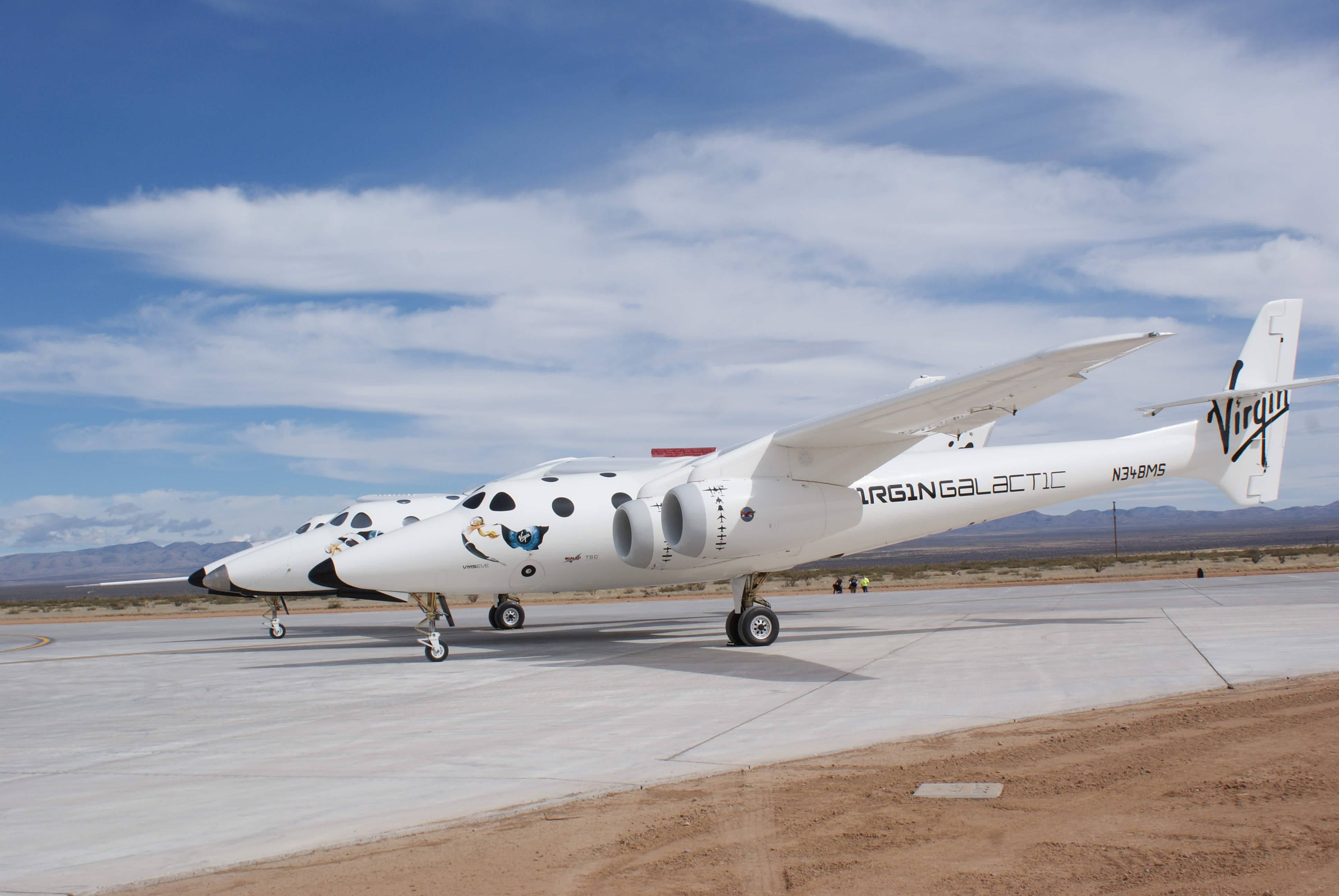
行駛於滑行道上的太空船2號及白色騎士2號

美國太空港（英語：Spaceport America），原称西南区航空港，位於美國新墨西哥州謝拉郡的沙漠中，距离拉斯克鲁塞斯以北45英里（72），特鲁斯或康西昆西斯以东30英里（48），太空港靠近白沙导弹靶场，號稱是世界上“第一座專用目的建造的商業太空港”，主航廈大樓在2010年完工，太空港开始啟用。截至2012年8月，美國太空港的設施大致完工，其總建設資金為2.09億美元。太空港由新墨西哥州政府與私人企業共組的新墨西哥州太空港管理局負責營運。主要營業項目為維珍銀河之類的次軌道飛行器公司，進行太空旅遊的商業化業務。
截至2009年5月，该航空港已执行了6次次轨道飞行任务。
2019年5月10日，维珍银河开始正式搬入美国太空港。之前该公司的的飛行器太空船2號及其同型機已先期入驻。